# 広島東映・広島ルーブル
広島東映・広島ルーブル（ひろしまとうえい・ひろしまルーブル）は、広島市中区八丁堀の広島東映プラザビル8階にかつて存在した日本の映画館である。東映株式会社が経営・運営した。

## 沿革
- 1956年9月28日 : 広島東映劇場・広島東映地下劇場が開館
- 1972年9月2日 : 広島東映地下劇場が広島東映パラスに改称
- 1993年4月12日 : 広島東映劇場・広島東映パラスが閉館
- 1995年 : 広島東映・広島ルーブルが開館
- 2009年 : 広島東映・広島ルーブルが閉館

## 歴史
東映のプログラムピクチャーの全盛期だった1956年（昭和31年）9月28日、直営館の広島東映劇場が開館。『全国映画館録 1960』によると1960年の広島市には52館の映画館があり、広島市の目抜き通りである相生通りには、もっとも多い時期で10館近くの映画館が存在した。鉄筋コンクリート造の建物の4階に広島東映劇場が、地下に広島東映地下劇場が存在。広島東映劇場の座席数は1,110席、広島東映地下劇場の座席数は460席であり、広島東映劇場は東映作品を、広島東映地下劇場は洋画を上映していた。1980年時点では4階が広島東映劇場、地下が広島東映パラスという名称であり、広島東映劇場の座席数は718席、広島東映パラスの座席数は352席だった。同年の広島市には28館の映画館があった。
1993年（平成5年）にはビルの老朽化による建て替えのため閉館。1995年（平成7年）10月7日には広島東映劇場ビル跡地に広島東映プラザビルがオープン。1階から7階に東急ハンズ広島店が入店し、8階に映画館の広島東映・広島ルーブルが開館した。改築後の第1作は『藏』（東映）と『マディソン郡の橋』（ルーブル）。2005年には県内の尾道市などでロケが行われた『男たちの大和/YAMATO』が大ヒットを記録した。
2008年（平成20年）時点で東映の直営館は東京を除けば本館のみだった。晩年は女性や年配者が客層の中心であり、『相棒 -劇場版- 絶体絶命! 42.195km 東京ビッグシティマラソン』や『クライマーズ・ハイ』（いずれも2008年）がヒット作となった。2000年代には郊外型のシネマコンプレックスの影響により観客動員数が低迷したため、2009年（平成21年）11月13日をもって閉館。最後の作品は『仏陀再誕』（東映）・『さまよう刃』（ルーブル）であった。広島東映劇場閉館後、広島市周辺の東映系作品上映は広島バルト11に集約された。
2014年6月24日には、序破急が鷹野橋で営業していたサロンシネマを、9月中旬に広島東映・広島ルーブル跡地に移転させると報じられた。当初は、移転に合わせて劇場名を変更する予定だったが、ファンの要望より名称変更を行わないことに決定し、9月20日に広島東映プラザビルに移転して開館した。

## 特徴
広島東映・広島ルーブルは八丁堀にある広島東映プラザビル8階に存在した。東映・ルーブル閉館の広島東映プラザビルの地下1階にはダイナム信頼の森・広島八丁堀店が、1階から7階にはハンズ広島店、8階にサロンシネマ1・2が入居している。2階にはハンズが運営するカフェ『ハンズカフェ広島』がある。チケット売り場は1階であり、専用のエレベーターで8階まで上がる。8階のロビーでは映画関連グッズを販売しており、マスコミ用のプレスシート（非売品）も閲覧することができた。広島東映・広島ルーブルともにワンスロープ型の空間であり、どこからでも観やすいようにスクリーンは高い位置に設置されていた。広島東映・広島ルーブル閉館後、チケット売り場の跡地は信頼の森・広島八丁堀店の景品交換所に転用された。
広島東映の座席数は258席であり、主に東映の作品が上映された。広島ルーブルの座席数は178席であり、松竹・東急系の洋画の大作が上映された。広島ルーブルは丸の内ルーブル系のチェーンだが、『ドラゴン・キングダム』や『ココ・アヴァン・シャネル』など、まれに丸の内ピカデリー1・2・3系の作品も上映することがあった。